# 鎖骨骨折
鎖骨骨折（さこつこっせつ、英: fracture of the clavicle、独: Schlüsselbeinbruch）は、体幹にある鎖骨の骨折である。

## 概要
鎖骨は体幹の前方かつ頭側に左右1本ずつあるS字型の細長い骨である。内側では前胸部にある胸骨と関節を作る。外側では肩甲骨の肩峰と関節を作る。
本骨折は頻度が高く、全骨折の約10 - 15%を占め、若年者に多く見られる。また多くは肩甲帯に対して内方への介達外力から起こり、中外3分の1の部位に生じる。内側は胸鎖乳突筋の働きに伴って上方へ、外側は上肢重量に伴って下内方へ転位する。不全骨折では上方凸の型となる。分娩時骨折においても高い割合を占め、特に骨盤位分娩に多く発生する。

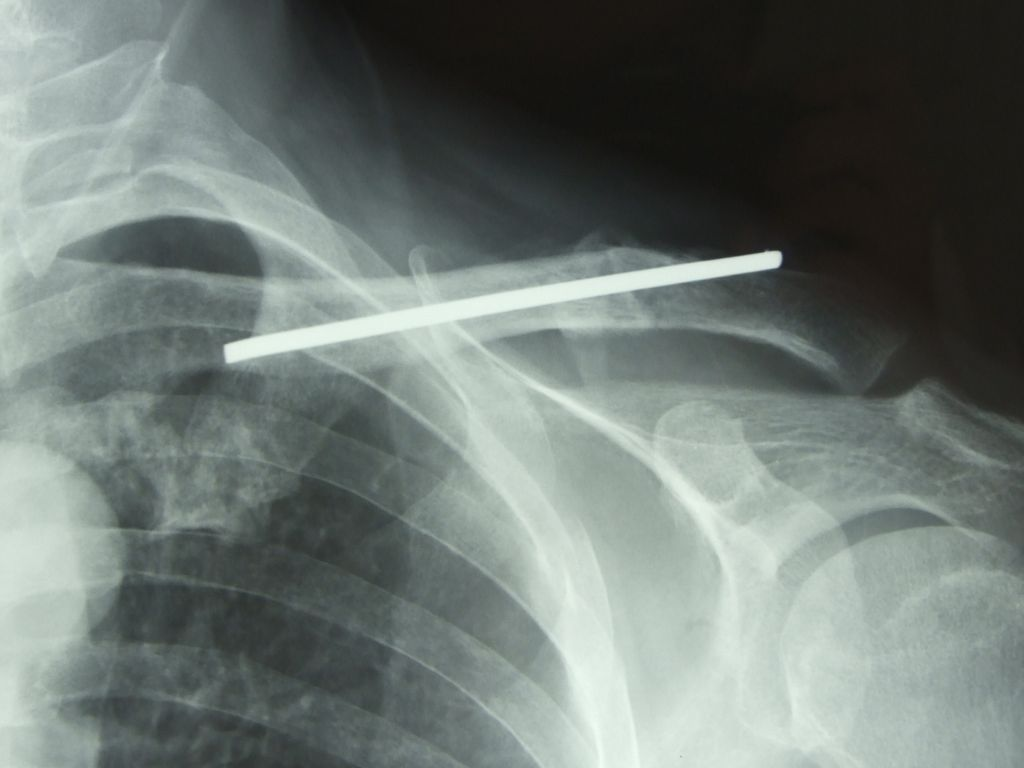
キルシュナーワイヤーによる固定（X線像）

### 診断
骨折側の肩幅が狭小化し、また変形・腫脹・圧痛等、骨折固有の症状があり、骨が皮下に直接触れるため、容易に診断できる。疼痛を伴うため肩関節は可動性を失うが、肘部から指の運動は特に支障を来さない。小児の不全骨折は見逃さないよう注意が必要である。

### 治療
肩関節を上方に引き上げるように整復を行う。臨床上広く応用される8字包帯固定法（鎖骨バンド等）の他、ギプス包帯法、Sayre絆創膏包帯固定法、Désault包帯法等を施す。また比較的太いキルシュナーワイヤーを用いて骨髄内固定法等の手術療法を行うことも多い。